# Валле-дель-Анджело
Валле-дель-Анджело (итал. Valle dell'Angelo) — коммуна в Италии, располагается в регионе Кампания, в провинции Салерно.
Население составляет 406 человек (2008 г.), плотность населения составляет 11 чел./км². Занимает площадь 36 км². Почтовый индекс — 84070. Телефонный код — 0974.
Покровителем коммуны почитается святой Барбат из Беневенто, празднование 19 февраля и 31 июля.

## Демография
Динамика населения:

## Администрация коммуны
- Официальный сайт: http://www.comune.valledellangelo.sa.it/